# پاول کله
پاول کلِه (آلمانی: Paul Klee آلمانی: [paʊ̯l ˈkle:]) (زادهٔ ۱۸ دسامبر ۱۸۷۹ – درگذشتهٔ ۲۹ ژوئن ۱۹۴۰) نقاش سوئیسی با ملیت آلمانی بود؛ و در کارش از سبک‌های مختلف هنری، از جمله؛ هیجان‌نمایی (اکسپرسیونیسم)، کوبیسم و سورئالیسم تأثیر گرفت. او و دوست روسی نقاش‌اش، واسیلی کاندینسکی شهرت فراوانی را همچنین به خاطر تدریس در مدرسهٔ هنر و معماری باوهاوس کسب کردند.

## زندگی

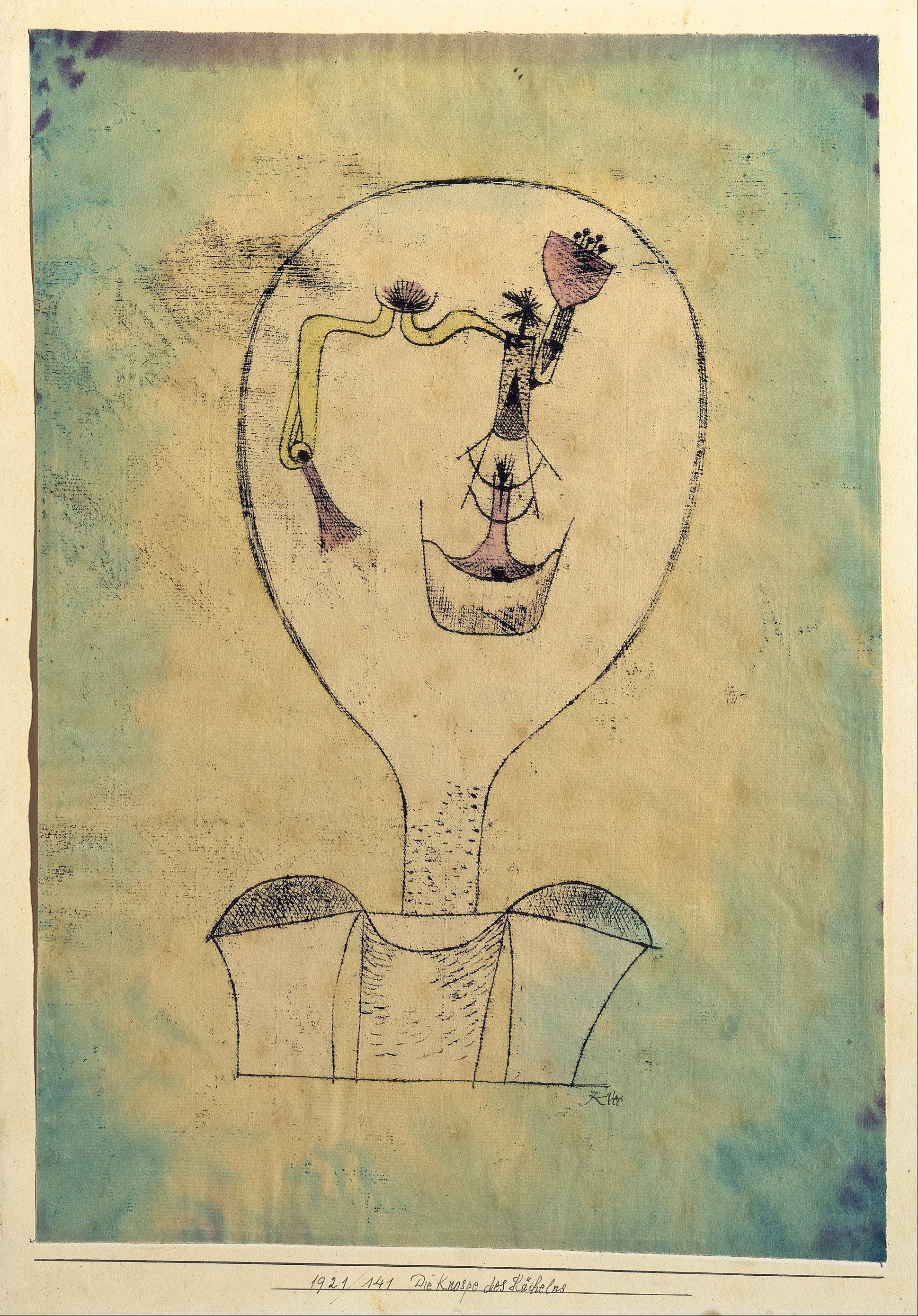
آغاز یک لبخند، اثر پاول کله، سال۱۹۲۰

پاول کله در یکی از محلات فقیر شهر برن سوئیس، در خانواده‌ای موسیقیدان به دنیا آمد. پدر و مادرش هر دو موسیقیدان بودند، ولی او نقاشی را اختیار کرد و در سال‌های ۱۸۹۸–۱۹۰۱ در آکادمی مونیخ نقاشی آموخت. در ۱۹۰۱ به همراه دوست مجسمه سازش هرمان هالر راهی ایتالیا شد. در آنجا از آبزیگاهی که دورن زیست‌شناس ساخته بود دیدن کرد که زمینه بررسی‌های او پیرامون زندگی موجودات زیر دریاها در دریای مدیترانه شد.
در ۱۹۰۵ برای نخستین بار از پاریس دیدن کرد، در ۱۹۰۶ ازدواج کرد و ساکن مونیخ شد، در ۱۹۰۷ پسرش فلیکس به دنیا آمد. در ۱۹۱۰ پنجاه و شش کار گرافیکی خود را در برن، زوریخ و وینترتور نمایش داد. در۱۹۱۲ در دومین نمایشگاه سوارکار آبی شرکت کرد. در۱۹۱۴ به تونس سفر کرد. در ۱۹۱۶–۱۹۱۸ در ارتش خدمت کرد. از۱۹۲۱–۱۹۳۱ در باهاوس در وایمار و دسائو درس هنر داد؛ سپس تا۱۹۳۳، که برای فرار از حملات نازیها رهسپار سوئیس شد، در آکادمی دوسلدورف مقام استادی خود را حفظ کرد. در ۱۹۳۵ نمایشگاه مرور آثار خود را در خانهٔ هنر مدرن برن برپا کرد. به بیماری مبتلا شد. در ۱۹۴۰ کمی قبل از مرگش، نمایشگاه بزرگی را از آخرین کارهایش برپا کرد. پل کله هنرمندی نواندیش بود که به سبب تخیل خلاق و آفرینش گسترده و متنوعش، یکی از برجسته‌ترین شخصیت‌های هنر مدرن به‌شمار می‌آید.
پاول کله به شدت تحت تأثیر تجربه‌های کوبیست‌ها قرار گرفت که در سال ۱۹۱۲ در پاریس فرصت آشناییشان را پیدا کرده بود. به نظر او این تجربه‌ها، بیش از راهیابی به شیوه‌های جدید بازنمایی واقعیت، راه دست یابی به امکانات نوین بازی با فرم‌ها را نشان می‌داد.
پاول کله (نقاش، طراح، معلم، و نویسنده سوئیسی، ۱۸۷۹–۱۹۴۰). به سبب نواندیشی، تخیل آزاد، پرکاری و تنوع آثارش، یکی از شخصیت‌های برجسته هنر مدرن به‌شمار می‌آید. مراحل تحول کارش را می‌توان با اکسپرسیونیسم، دادائیسم، سوررئالیسم، و اکسپرسیونیسم انتزاعی پیوند داد؛ ولی خود او در هیچ‌یک از جنبش‌های نامبرده، عملاً، شرکت نداشت.
در مونیخ آموزش دید (۱۸۹۸–۱۹۰۰) یک‌سالی را در ایتالیا به مطالعه گذرانید (۱۹۰۱)؛ و سپس به برن بازگشت. به مونیخ رفت (۱۹۰۶). با گروه سوارآبیفام ارتباط یافت (۱۹۱۱)؛ و در نمایشگاه برپا شده توسط این گروه آثارش را ارائه کرد (۱۹۱۲). در همین سال، روبر دولونه را در پاریس دید؛ تحت‌تأثیر او قرار گرفت، و دست به ترجمه مقاله او دربارهٔ نور زد. به اتفاق آوگوست ماکه به تونس سفر کرد (۱۹۱۴). در دوران جنگ جهانی اول به خدمت ارتش درآمد. آثارش را در «نگارخانه دادا» در زوریخ به نمایش گذاشت (۱۹۱۷).
در باوهاوس (۱۹۲۰–۱۹۳۱)، و سپس در «هنرکده دوسلدُرف» (۱۹۳۱–۱۹۳۳) به تدریس پرداخت. با واسیلی کاندینسکی، آلکسی یاولنسکی و لیونل فاینینگر، گروه چهار آبیفام را تشکیل داد (۱۹۲۴). نازی‌ها او را از کار بازداشتند، و آثارش را از موزه‌ها حذف کردند. به سوئیس بازگشت (۱۹۳۴). او در کار تعلیم بسیار جدی و پرشور بود. «دفتر طراحی آموزشی» و نوشته‌های نظری‌اش زمینه‌ساز روش‌های نوین آموزش هنر بوده‌اند.
نخستین مشق‌های مدادی کله در موضوع منظره، به دهه ۱۸۹۰، مربوط می‌شوند؛ و جستجویی کمابیش «امپرسیونیسم‌گونه» را بازمی‌تابند (مثلاً: در عرض اِلْفِنو ـ ۱۹۸۷). در مرحله بعد، باسمه‌هائی در مضامین گُرتِسْک ساخت (مثلاً: قهرمان با یک بال ـ ۱۹۰۵). دقت و مهارت رسامی، و حضور عنصری بیانگری در این آثار، ریشه در سنت اروپای شمالی داشتند. بعداً، منظره‌ها و تک‌چهره‌هائی با مرکب کشید (مثلاً: مرد جوان در حال استراحت ـ ۱۹۱۱). تماس او با کاندینسکی، مارک، ماکه، و سپس دلونه، و دیدارش از تونس، به رهائی از قید انضباط تک‌رنگی انجامید. نقاشی‌های آبرنگ‌اش با رنگ‌های درخشان، حاکی از ورود آگاهانه او به قلمرو رنگ ناب بود (۱۹۱۴–۱۹۱۶).
این سرآغازی بود برای آفریدن یک سلسله شعرهای تصویری نمونه، که ـ برخلاف آثار پیشگامان نقاشی انتزاعی ـ پیوندی را با واقعیت جهان برونی حفظ می‌کردند. در پرده‌هائی چون ماجرای یک بانوان جوان (۱۹۲۲)، به‌شیوه خاص خود در کاربست رنگ‌های لطیف و خط‌های سیال دست یافت. او رنگ را نیروی قرار گرفت، و دست به ترجمه مقاله او دربارهٔ نور زد. به اتفاق ماکه به تونس سفر کرد (۱۹۱۴). در دوران جنگ جهانی اول به خدمت ارتش درآمد. آثارش را در نگارخانه دادا (زوریخ) به نمایش گذاشت (۱۹۱۷).
او رنگ را نیروی عاطفی، و خط را تعیین‌کننده عمل نقاشی می‌دانست؛ و در آثارش از وسایل هنری مختلف و قالب مختلط بهره می‌گرفت.
پاول کله، هیچ‌گاه، به بازآفرینی جهان برونی نمی‌پرداخت؛ ولی بر طبیعت، هم‌چون سرمشقی برای سازماندهی عناصر صوری هنر، تکیه می‌کرد. او به منظور ارائه تصویرهای ذهنی، خویشتن را یک‌سره به قدرت القائی عناصر تصویری می‌سپرد. هم‌چون کودکان، تصویر را بدون هیچ مقصود معین آغاز می‌کرد.
در جریان عمل نقاشی، خاطره یا تداعی یا چیز بازشناختی رخ می‌نمودند. به سخن دیگر، هویت کنش تصویری با تجربه‌ای عینی یا انگاری ذهنی معین می‌شد. تصویر پدید شده، گاه ممکن بود با عنوانی استعاری معنای مضاعف شاعرانه یا فلسفی نیز به‌خود گیرد (مثلاً سوءتفاهم بر زمینه سبز ـ ۱۹۳۰؛ مرگ و آتش ـ حدود ۱۹۴۰).
او می‌کوشید حالت‌های متغیر روانی را که از کل تجربه «خود» با جهان ناشی می‌شود، از طریق تصویرهایش انتقال دهد. اصول هنر و آموزش کله، به‌روشنی، در قیاس استعاری او از هنرمند و تنه درخت بیان شده‌اند؛ الگوی رشد، همانا الگوی طبیعت (یعنی سرچشمه صور و انگارهای هنرمند) است. این طرح کلی در رشد شاخه‌ها و غنچه‌ها انعکاس می‌یابد؛ ولی در شکوفایی نهایی (که اثر هنری است)، صورت طبیعت به‌واسطه غنای استعدادهای ذهنی هنرمند تغییر می‌کند. بدیهه‌سازی، در این میان، اهمیتی بسیار دارد: اثر هنری، به روال کار کودکان، در روندی خود به‌خودی شکل می‌گیرد؛ یعنی هنرمند فقط ناهشیارانه هادی آن است.

## آثار
از جمله دیگر آثارش: کُمدین (۱۹۰۴)، اهریمن بر فراز کشتی‌ها (۱۹۱۶)، منظره و پرندگان (۱۹۱۹)، دستگاه جیک‌جیک (۱۹۲۲)، ماهی زرین (۱۹۲۵)، کشتی بخاری و قایق‌های بادبانی در غروب (۱۹۳۱)، باغبان زیبا (۱۹۳۹) است.

## نگارخانه

فرشته نو ۱۹۲۰ م. موزه اسرائیل
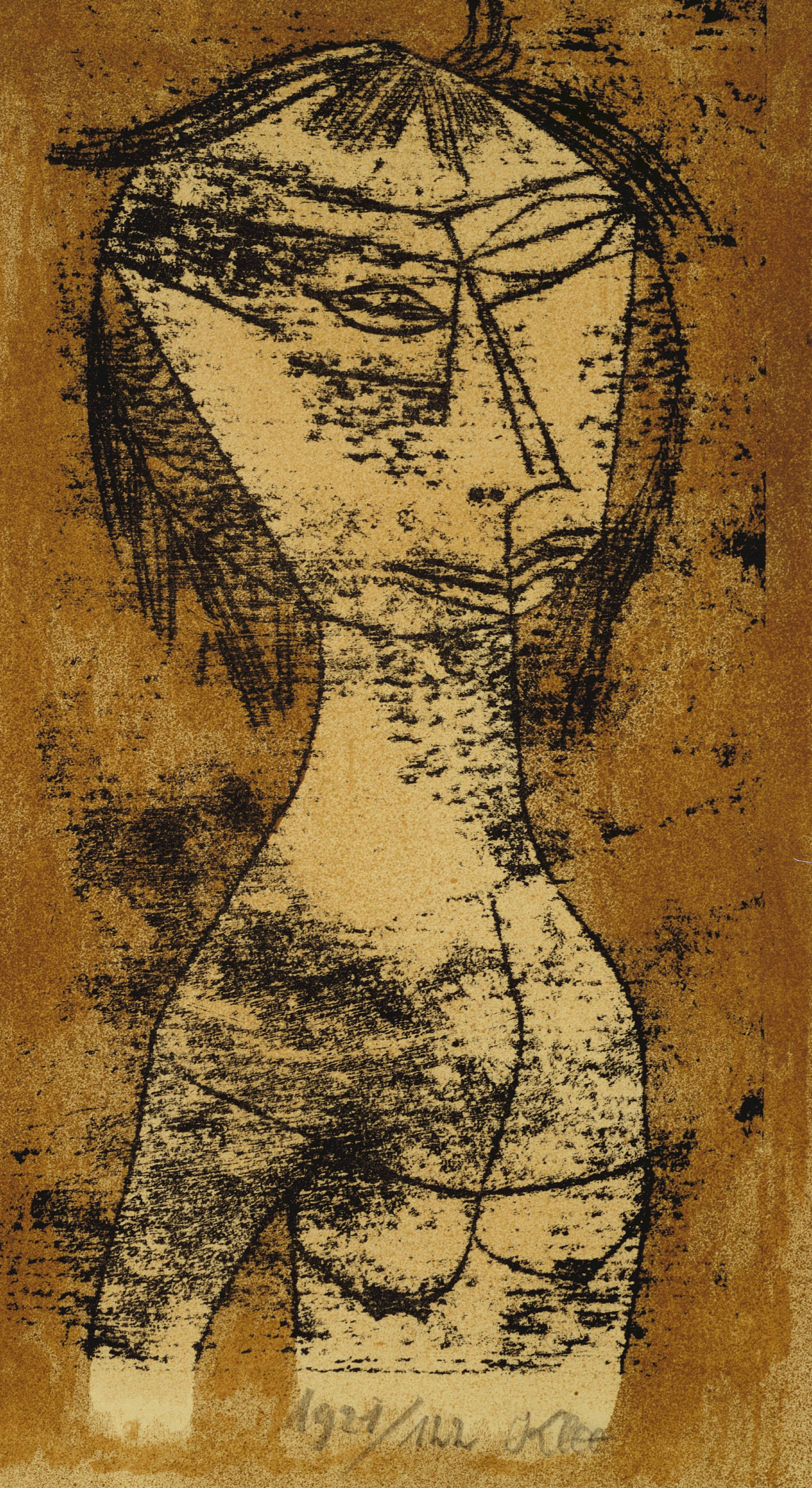
نور باطنی قدیس ۱۹۲۱ م. موزه هنرهای معاصر سانفرانسیسکو
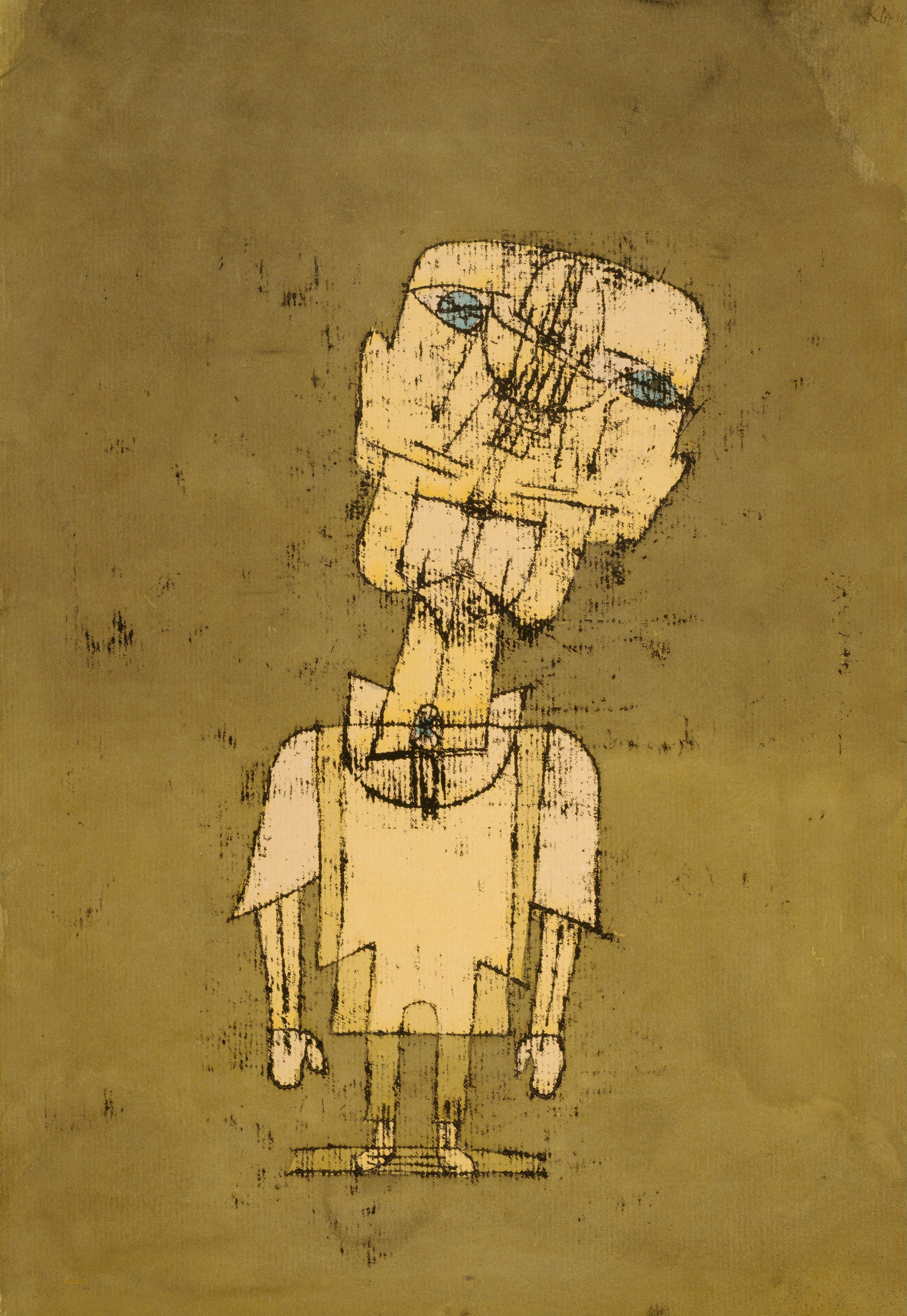
روح یک نابغه ۱۹۲۲ م. نگارخانه ملی اسکاتلند
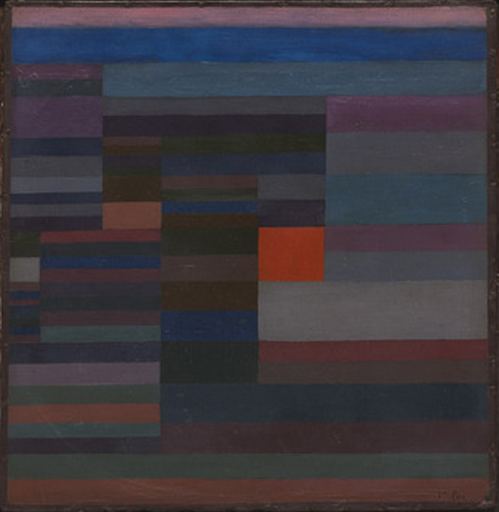
Fire in the Evening, عصر آتش (۱۹۲۹)
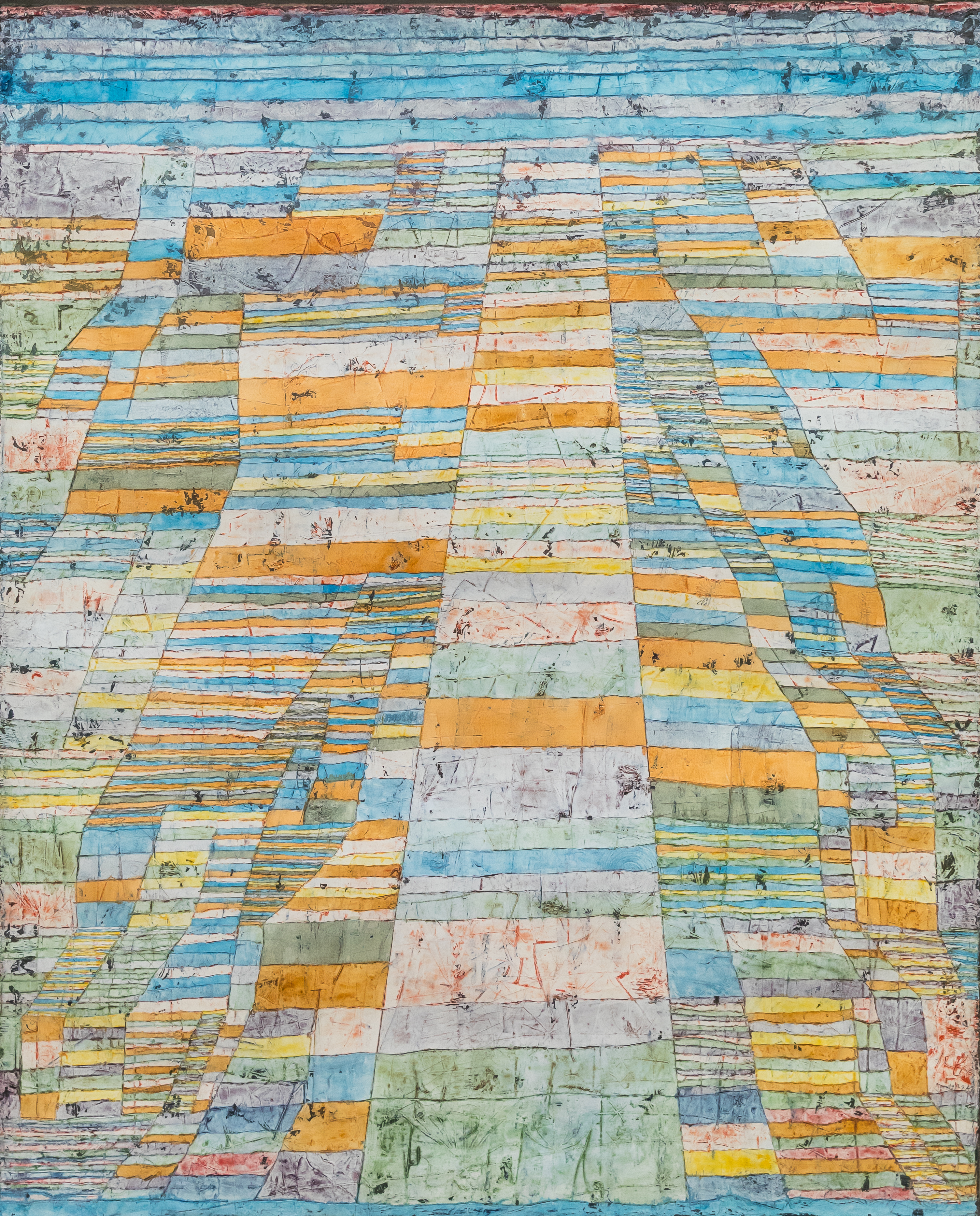
Highways and Byways, مسیر اصلی و مسیرهای جانبی (۱۹۲۹)
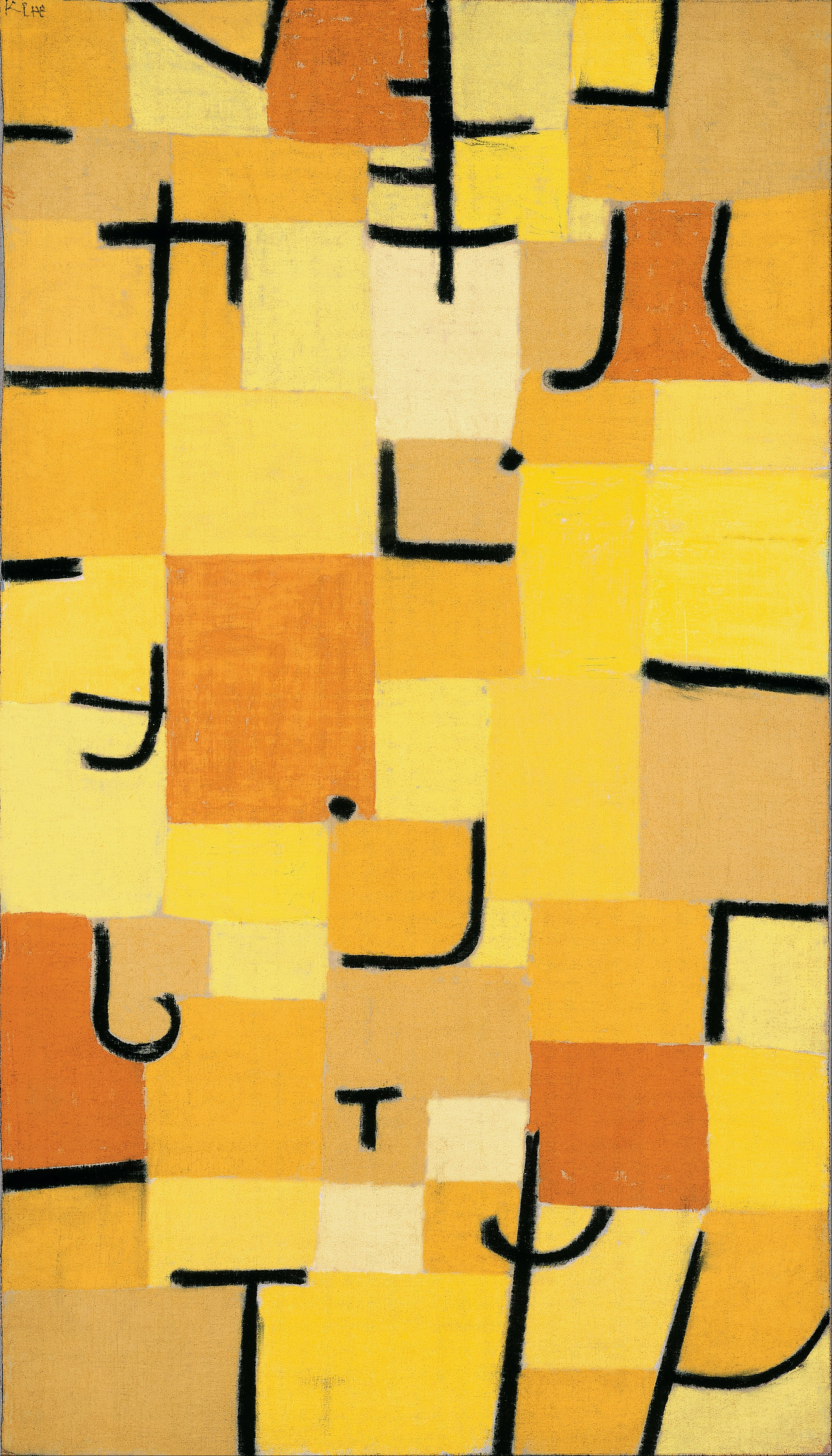
Sign in Yellow, وارد زرد شوید (۱۹۳۷)
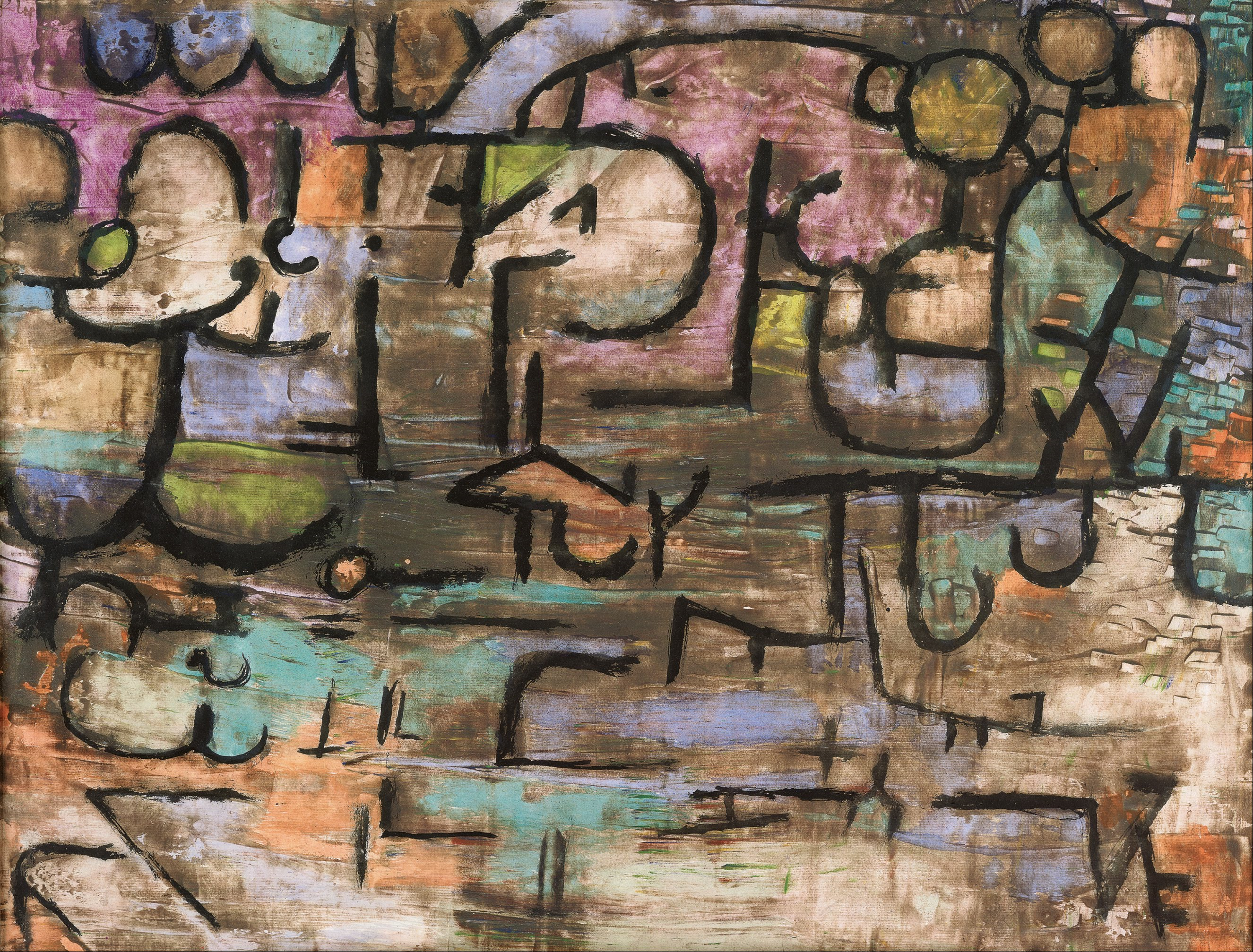
After the Flood, بعد از سیل (۱۹۳۶)
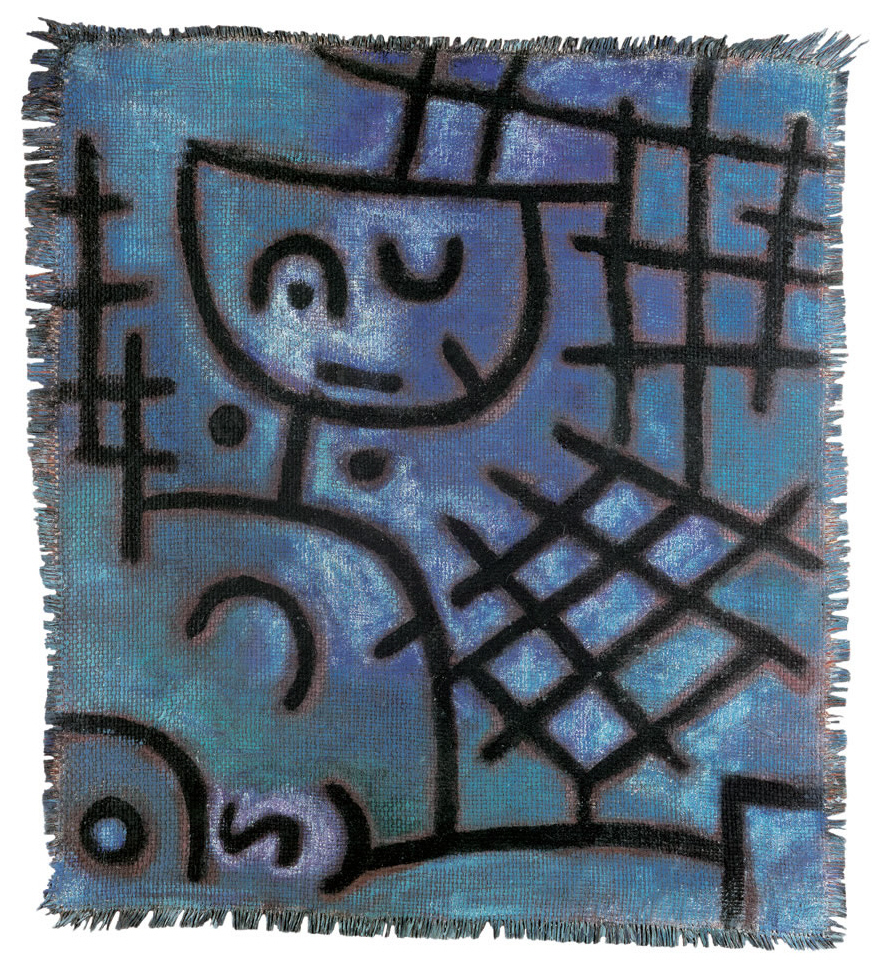
Untitled (The Prisoner), بدون عنوان (اسیر) (۱۹۴۰)
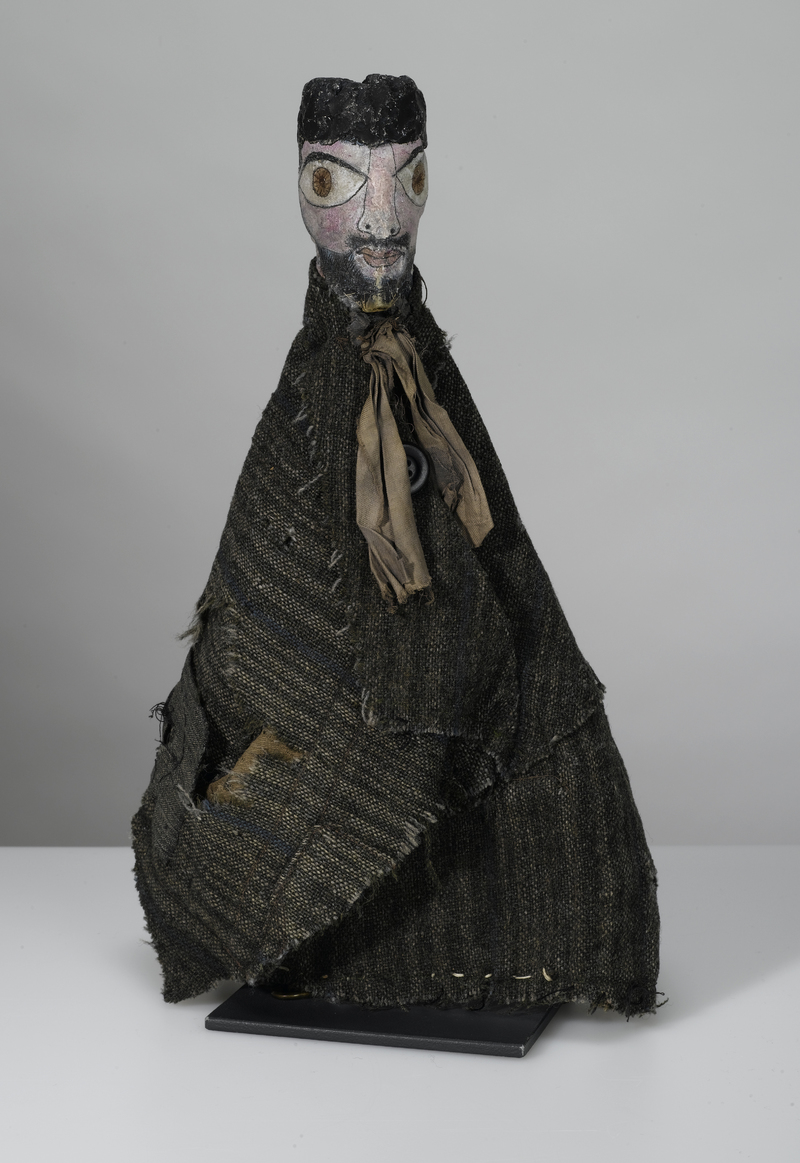
دست نشانده بدون عنوان (عکس از خود), ۱۹۲۲